# Портяново
Портя́ново (рос. Портяново) — присілок в Глазовському районі Удмуртії, Росія.

## Населення
Населення — 22 особи (2010; 41 в 2002).
Національний склад станом на 2002 рік:
- удмурти — 93 %

## Урбаноніми[3]
- вулиці — Портяновська